# Lacistemataceae
Lacistemataceae är en familj av tvåhjärtbladiga växter. Lacistemataceae ingår i ordningen malpigiaordningen, klassen tvåhjärtbladiga blomväxter, fylumet kärlväxter och riket växter. Enligt Catalogue of Life omfattar familjen Lacistemataceae 16 arter. 
Kladogram enligt Catalogue of Life:
| Lacistemataceae | \| \| Lacistema \| \| \| \| \| \| Lozania \| \| \| \| |
|                 | \| \| Lacistema \| \| \| \| \| \| Lozania \| \| \| \| |
|                 | Lacistema                                             |
|                 |                                                       |
|                 | Lozania                                               |
|                 |                                                       |

## Bildgalleri

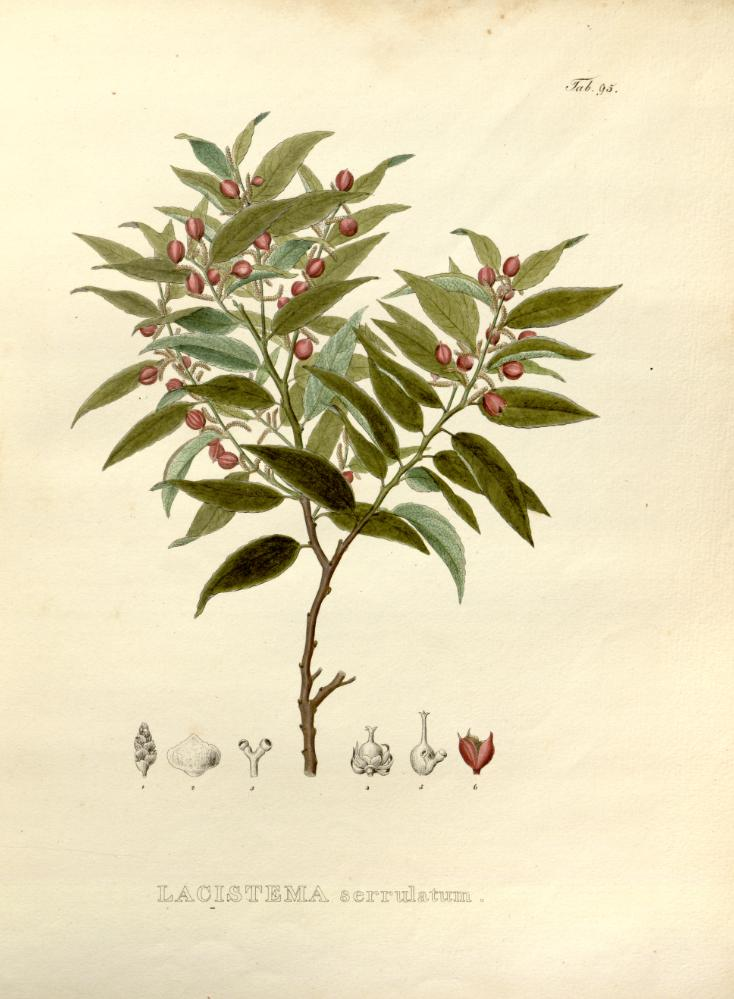
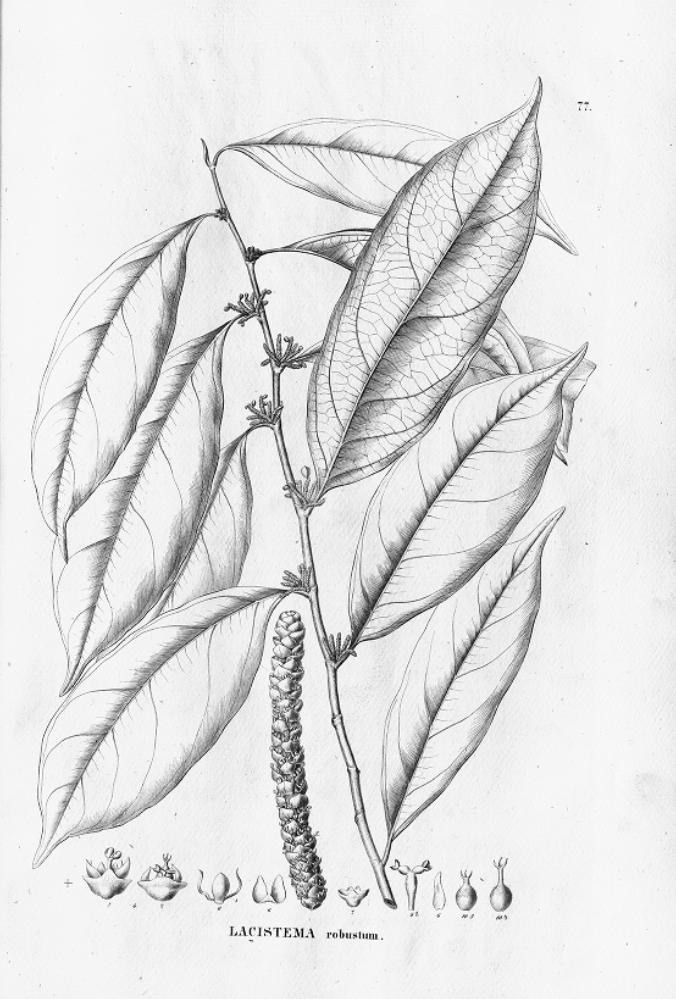